# Francisco Antequera
Francisco Antequera Alabau (nascido em 9 de março de 1964) é um ex-ciclista espanhol que correu profissionalmente durante as décadas de 80 e 90 do século XX. Alcançou a vigésima terceira posição na prova de estrada nos Jogos Olímpicos de 1984 em Los Angeles, Estados Unidos.